# Newbiggin-by-the-Sea
Newbiggin-by-the-Sea är en ort och civil parish (Newbiggin by the Sea) i Storbritannien. Den ligger i grevskapet och kommunen Northumberland i riksdelen England, i den centrala delen av landet, 400 km norr om huvudstaden London. Newbiggin-by-the-Sea ligger 11 meter över havet och antalet invånare är 60 308 invånare (2011).
Terrängen runt Newbiggin-by-the-Sea är platt. Havet är nära Newbiggin-by-the-Sea österut.  Närmaste större samhälle är Ashington, 5,1 km sydväst om Newbiggin-by-the-Sea. 
Klimatet i området är tempererat. Årsmedeltemperaturen i trakten är 8 °C. Den varmaste månaden är juli, då medeltemperaturen är 16 °C, och den kallaste är februari, med 1 °C.